# Real Museo de las Fuerzas Armadas y de la Historia Militar
El Real Museo del Ejército y de la Historia Militar (en francés: Musée Royal de l’Armée et d’Histoire Militaire, abreviado MRA; en neerlandés: Koninklijk Museum van het Leger en de Krijgsgeschiedenis, abreviado KLM) es un museo y archivo militar que ocupa una parte de las instalaciones usadas para la exposición, por los 50 años de la creación del Reino de Bélgica. 

## Ubicación
Está ubicado en el Parque del Cincuentenario en la capital belga, Bruselas, ocupando los Pabellones Norte (en la zona marcada en rosa de la imagen inferior). Las instalaciones se utilizan para la exposición celebrada en el año 1880 durante el reinado del rey Leopoldo II de Bélgica por los 50 años de la creación del Reino de Bélgica. Destaca el Arco del Triunfo levantado en el año 1905.
Al centro de documentación se accede a través de la sala Bordiau, que dispone de una biblioteca abierta al público en general, pero la mayor parte del acceso y consultas solo están permitidas con previa autorización. Su horario es distinto al del Museo.
Se localiza a unos 3 km de la Plaza mayor de Bruselas y cerca del Barrio europeo; en las inmediaciones están las paradas del metro de Bruselas de Schuman y Merode, además de varias paradas de autobús y tranvía.

## Historia
Durante la Exposición Universal de Bruselas (1910), la parte dedicada a la Historia militar tuvo una gran aceptación, por lo que se decidió crear un museo militar en el año 1911. Originalmente instalado en la Abadía de La Cambre, en el año 1923 es trasladado a su ubicación actual siendo inaugurado el museo por el rey Alberto I de Bélgica. En el año 1976 se añaden nuevos departamentos de Tecnología, Documentación Científica e Investigación y en el año 1996, se añade un Departamento Naval. Desde el año 2004, tiene su sede en el Museo el Foro Europeo de Conflictos Contemporáneos.
Iniciada la colección con los objetos adquiridos por el oficial del ejército belga, Louis Leconte, la colección se amplió con objetos de los reinados de Leopoldo I de Bélgica y su hijo Leopoldo II de Bélgica, pero centrándose principalmente en las dos guerras mundiales y en el Ejército belga desde el año 1.700. Ocupa una superficie de 40.000 metros cuadrados.

## Visita
Las horas de apertura son de 9:00 a 17:00 horas de martes a domingo. Sin embargo, está cerrado el primero de enero, primero de mayo, primero de noviembre, el 25 de noviembre y también durante la celebración de actos. El precio de la entrada es de 5 euros y solo se acepta el pago con tarjeta bancaria. Además, existen descuentos para grupos, rango de edades, entre otros. Las taquillas cierran a las 16:00 horas.
Dentro del Museo hay un pequeño restaurante, el Skycafe. Tiene el mismo horario que el museo, pero la cocina se cierra a las 14:00 horas. Se encuentra en la sala dedicada a la aviación junto a una tienda de recuerdos y las taquillas.
Tras franquear la entrada, hay que dejar los bolsos y las mochilas en consigna. A mano izquierda de las taquillas se encuentra el acceso a los ascensores, o la escalera original, que suben al Arco del Triunfo del Parque. En la planta baja se encuentran armaduras, armas, escudos y otros objetos relacionados con la Edad Media. En el resto de los pisos se muestran uniformes, instrumentos de música, armas, banderas, bustos, etc. de las Guerras napoleónicas y de la Batalla de Waterloo. 
Desde la azotea, a unos 65 metros de altura y a los pies de la cuadriga, se puede ver todo el Barrio europeo de Bruselas, el Parque del Cincuentenario y el centro de Bruselas.
El Museo se divide en:

### Sala de laEdad Media
Con una extensa exposición de armas, armaduras, escudos y estandartes, se destaca un pequeño ariete.

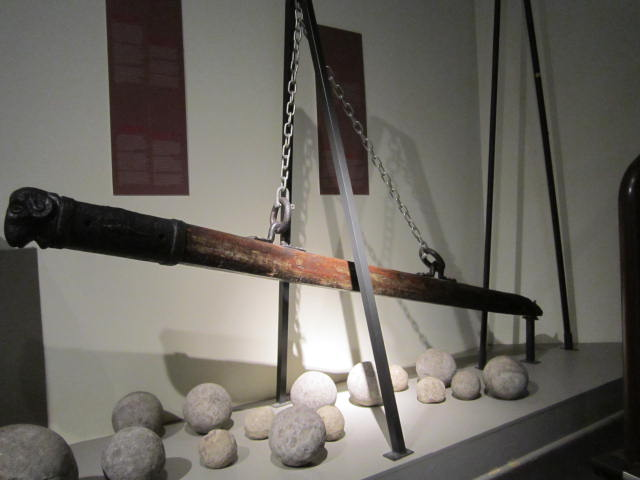
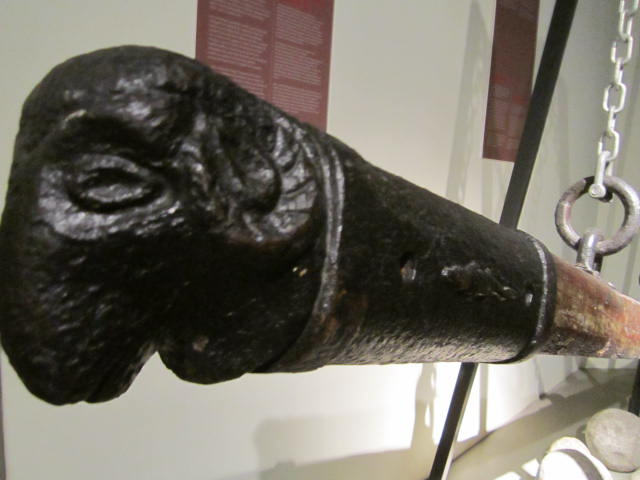
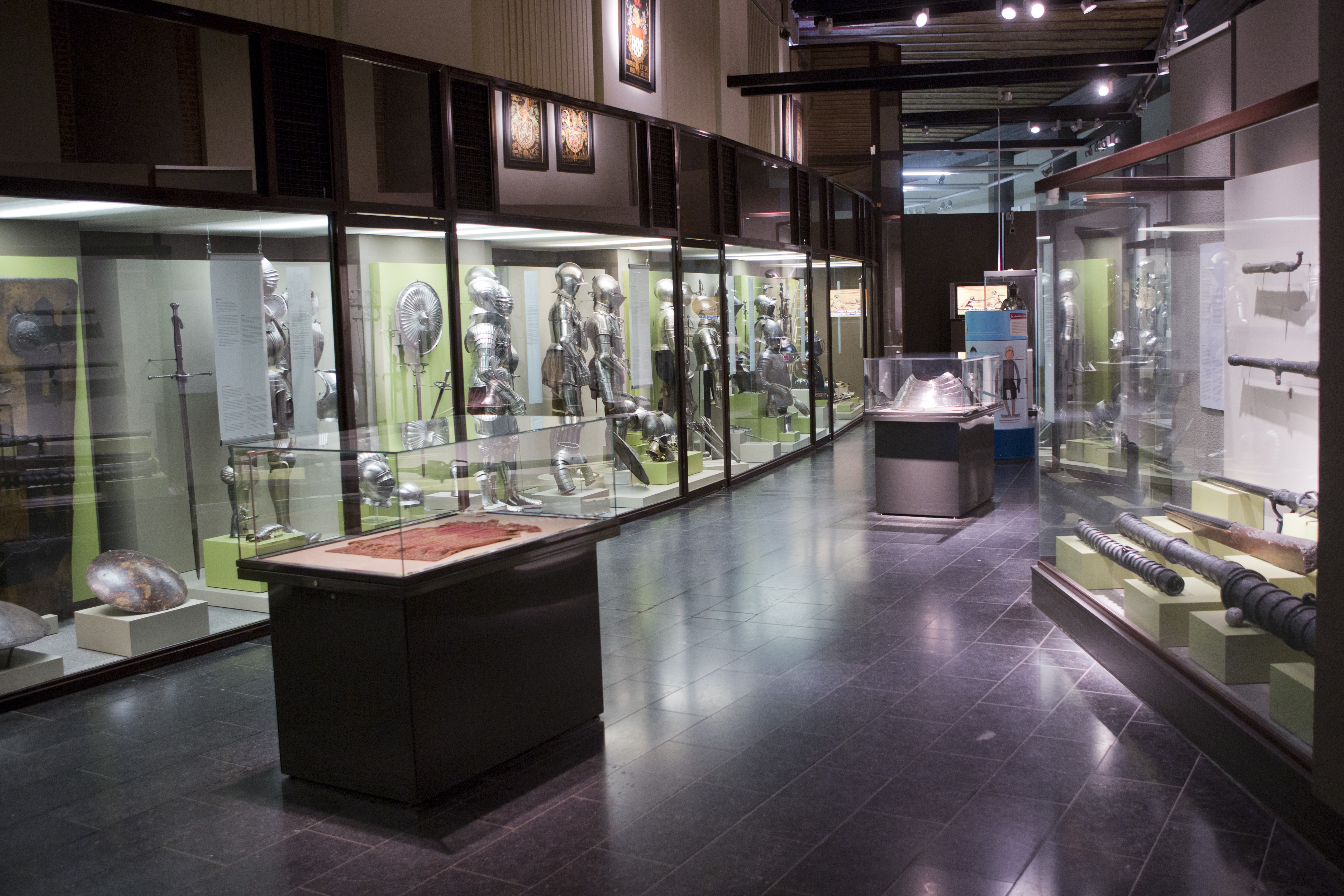
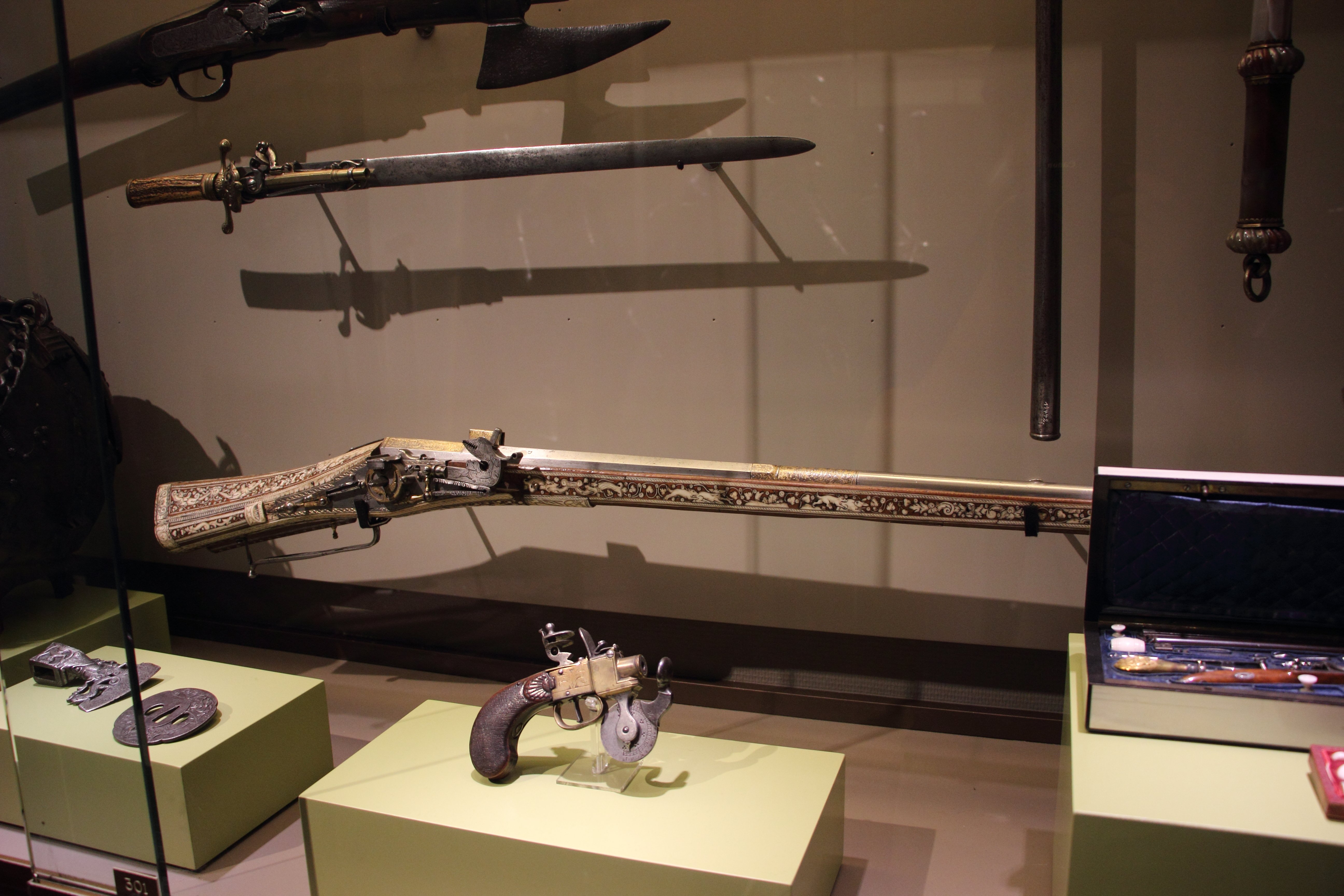

### Galería histórica
Dedicada a la historia belga junto a cuadros y bustos de militares importantes para la Historia belga, entre ellos el de Juan Van Halen y Sartí.

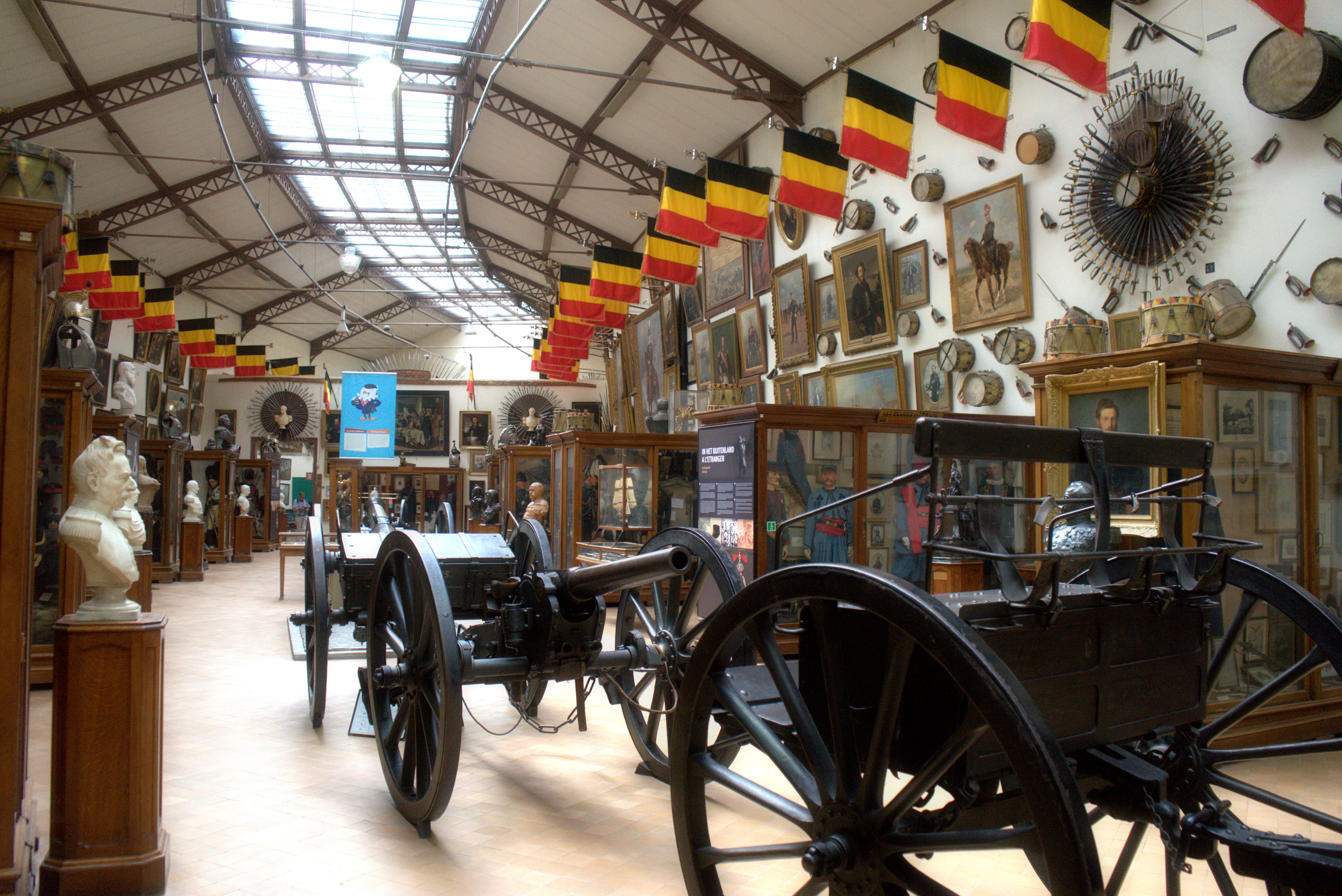
1thumb
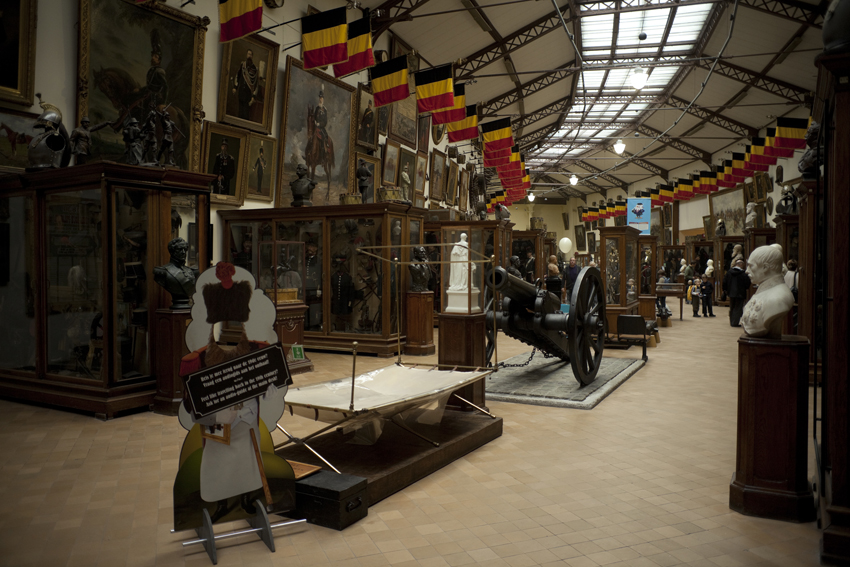
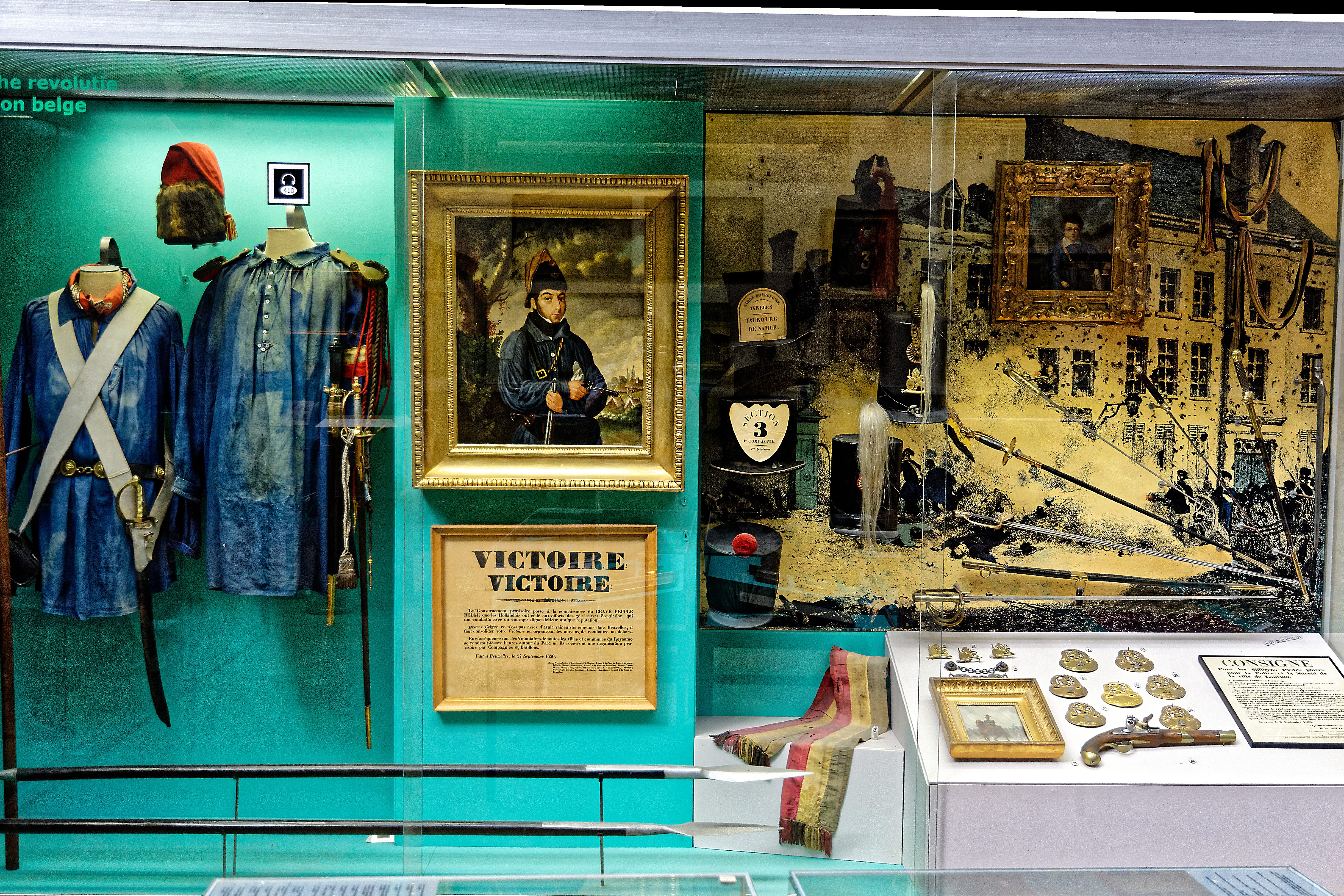
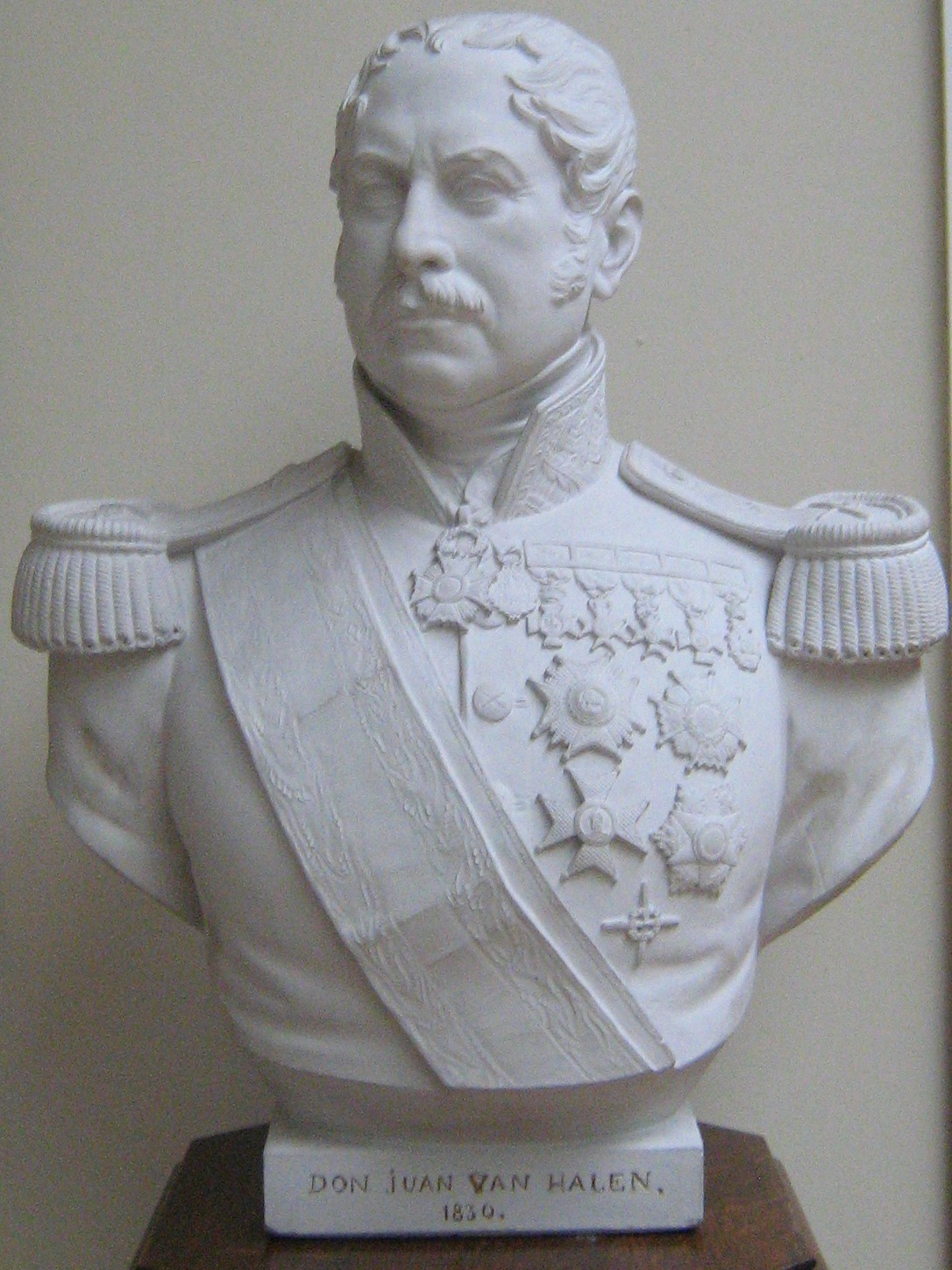

### Galería técnica
Donde se muestra la evolución de las armas de fuego y procesos de fabricación. Se exponen varias de las armas del ejército belga, sobre todo portátiles, desde su creación.

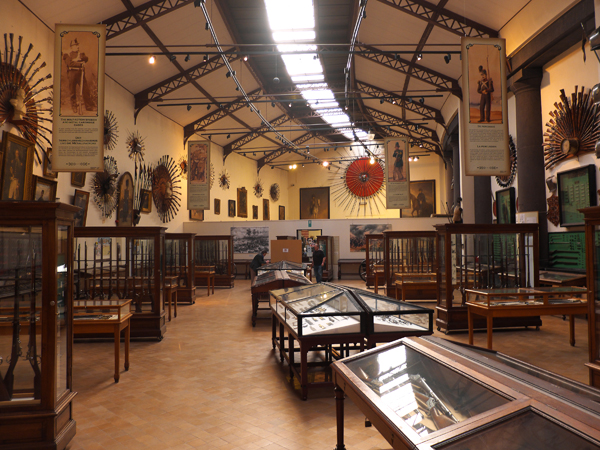
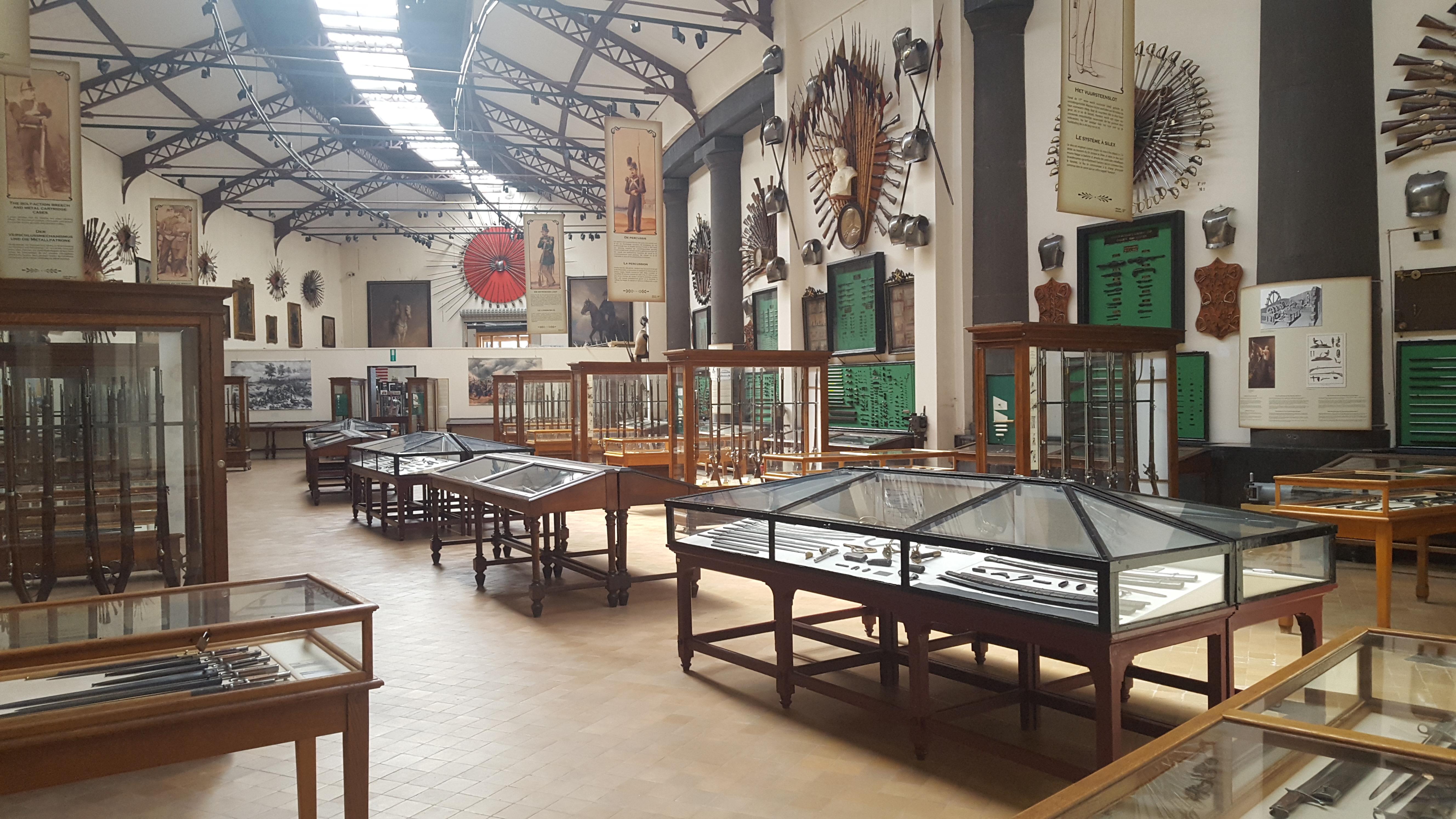

### Guerras napoleónicas
La sala se encuentra bajo la cuadriga, centrándose en la Batalla de Waterloo. Los objetos mostrados, los más importantes, pertenecen a la colecciones iniciadas por el banquero Georges Titeca y el conde Robert de Ribaucourt. Los objetos expuestos abarcan desde el primer imperio francés hasta la restauración borbónica en Francia.

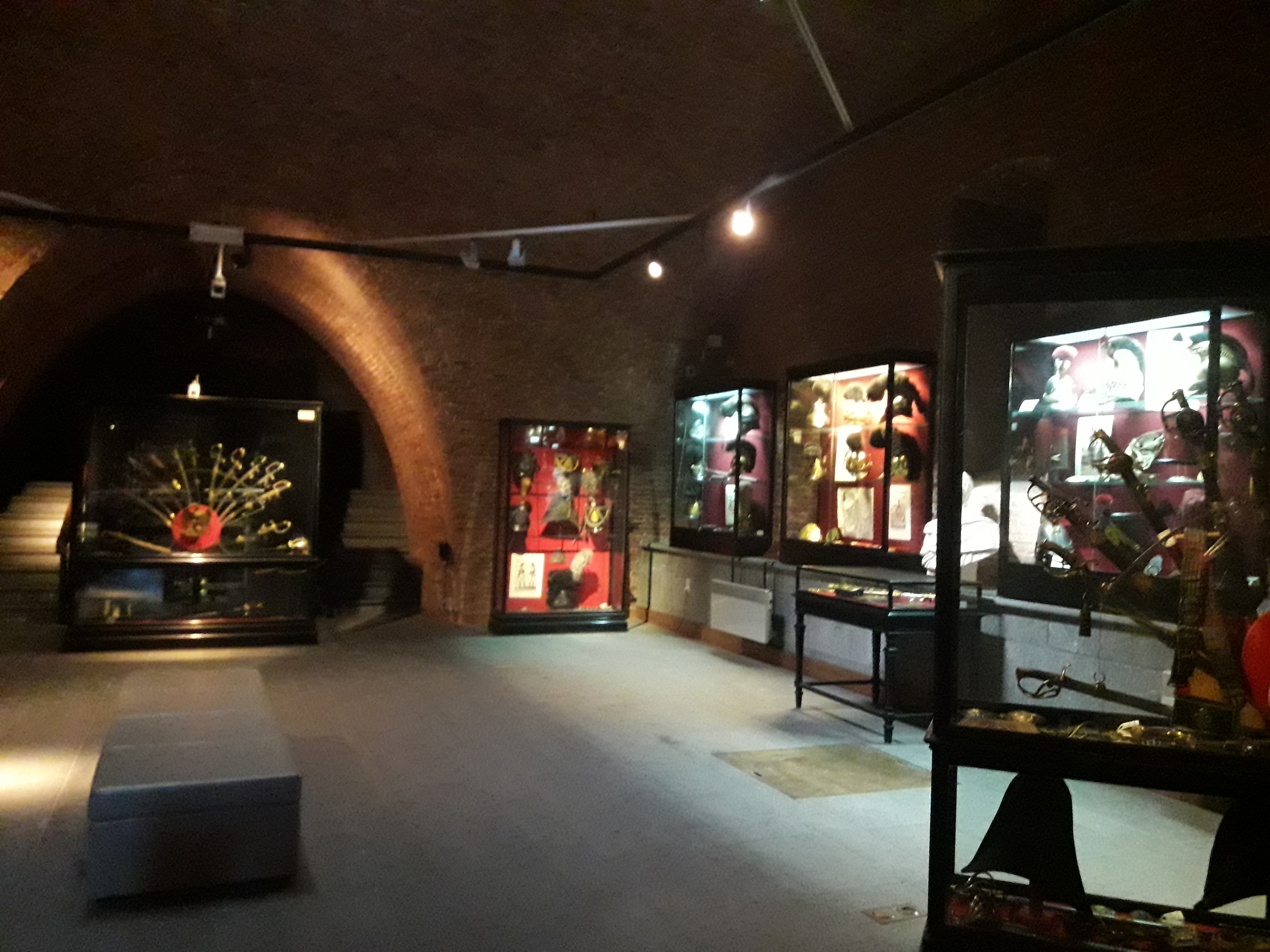
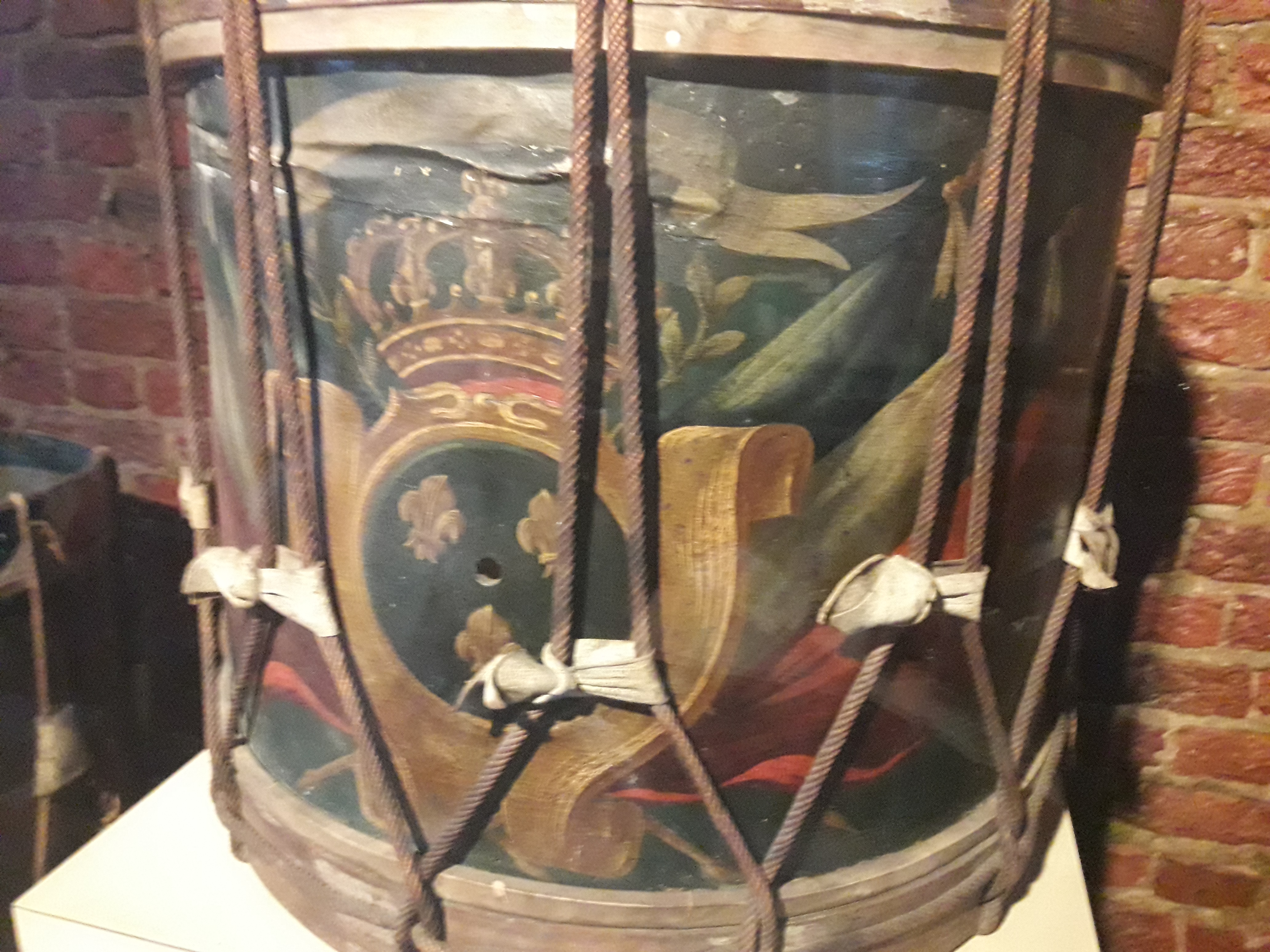

### Primera Guerra Mundial

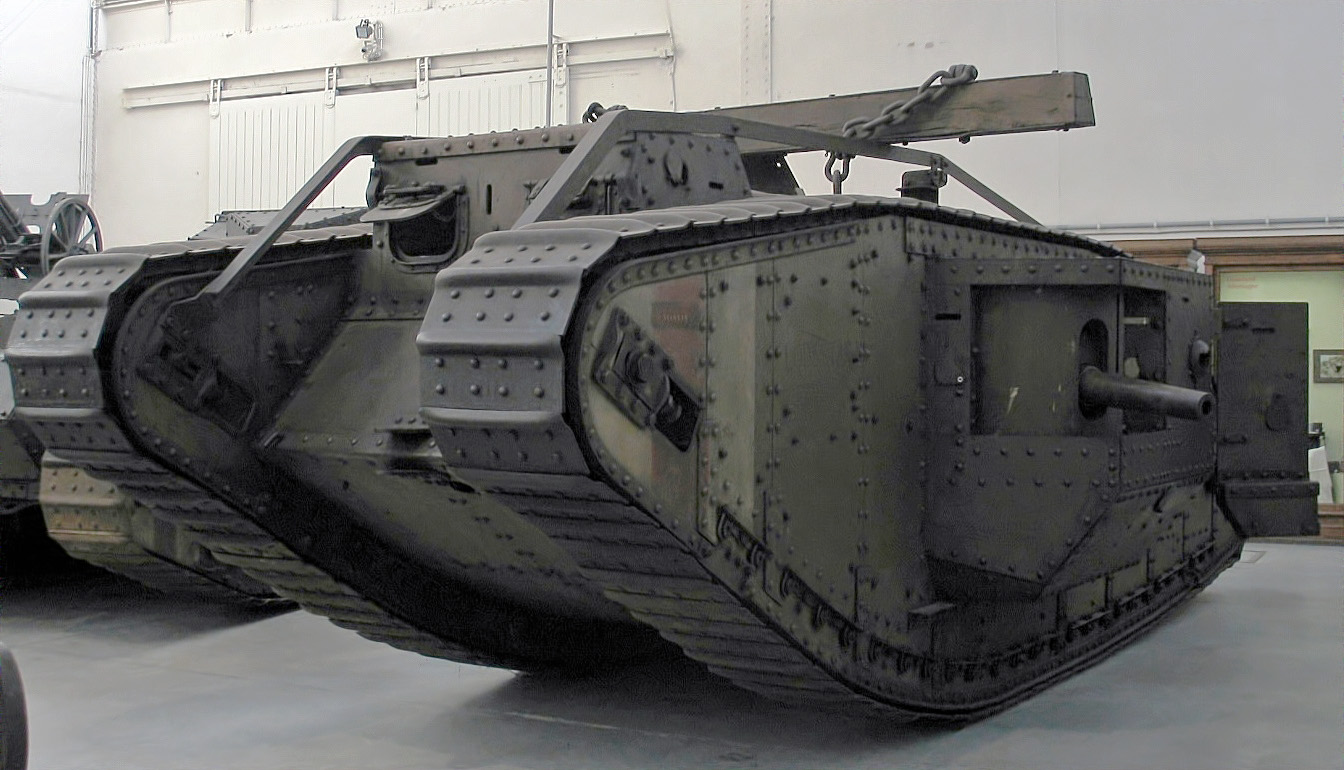
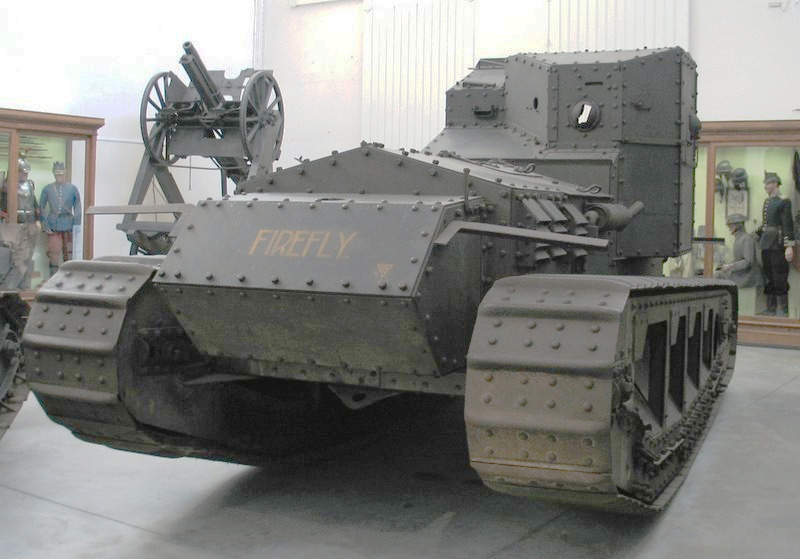
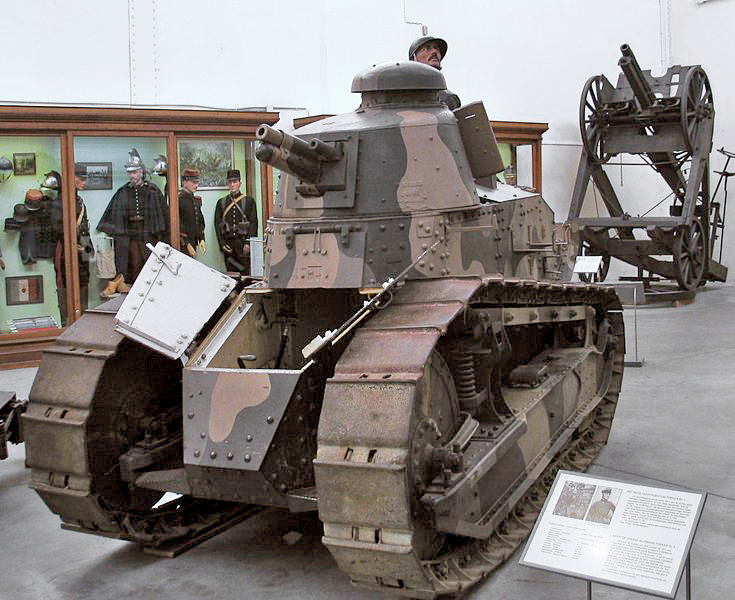

Muestra una gran concentración de uniformes, piezas de artillería y vehículos. Los aviones de esta guerra se encuentran expuestos en la sala dedicada a la aviación. En esta sala se encuentra un carro de combate Mark IV llamado Lodestar III y otro carro de combate Mark A Whippet llamado Firefly. Este último fue dañado en combate. Ambos carros tienen los colores originales del ejército británico de la I Guerra Mundial siendo posible ver su interior. Junto a estos dos carros se encuentra un Renault FT-17 del mismo periodo.
En esta sala se encuentra el único avión fuera de la Sala de aviación, una reproducción del Fokker Dr. I que piloteó el as Manfred von Richthofen. 
Como curiosidad se muestra un cañón neumático Brand & Lhuilier, AG fabricado en Brno de ánima lisa.

### Imperio ruso
Uniformes, objetos, instrumentos musicales y efectos personales de los últimos zares de Rusia y del Zarévich Alekséi Nikoláyevich Románov.
Relacionado con la historia de Rusia y con el Cuerpo expedicionario belga en Rusia, pero fuera de la sala, se encuentra una réplica de un Minerva Armored Car, enviado por Bélgica para ayudar al zar Nicolás II de Rusia.

### Sala Bordiau
Llamada así por el arquitecto belga Gédeón Bordiau que diseñó el Parque del Cincuentenario, está dedicada al siglo XX. En mayo de 2018 se cerró al público por reformas. Según el Museo, se espera su apertura para mediados del año 2019 o en el año 2020 con motivo del aniversario de la II GM. Se mostraban diferentes dioramas con imágenes de la II GM. Las fotografías aquí mostradas son previas a su cierre.

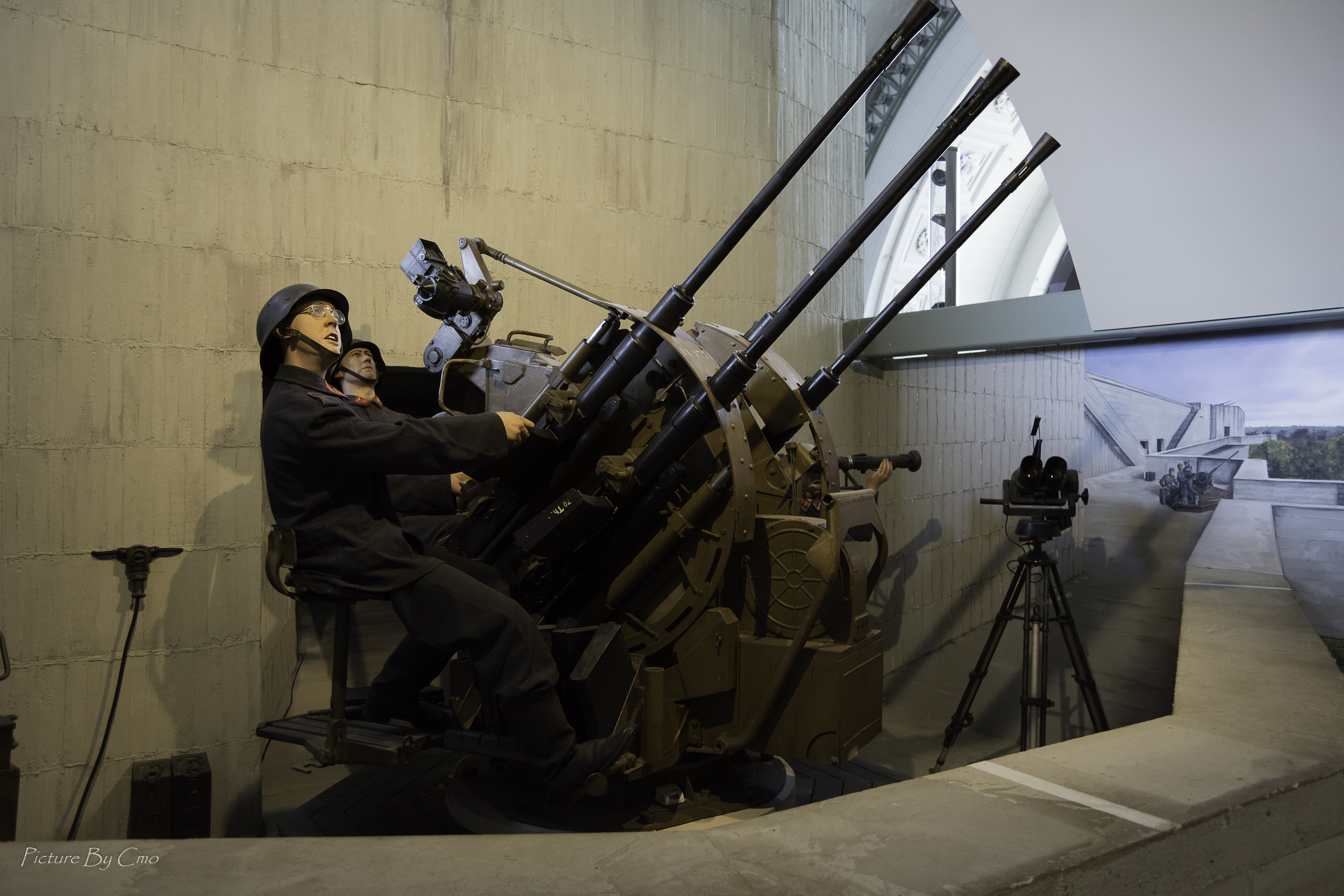
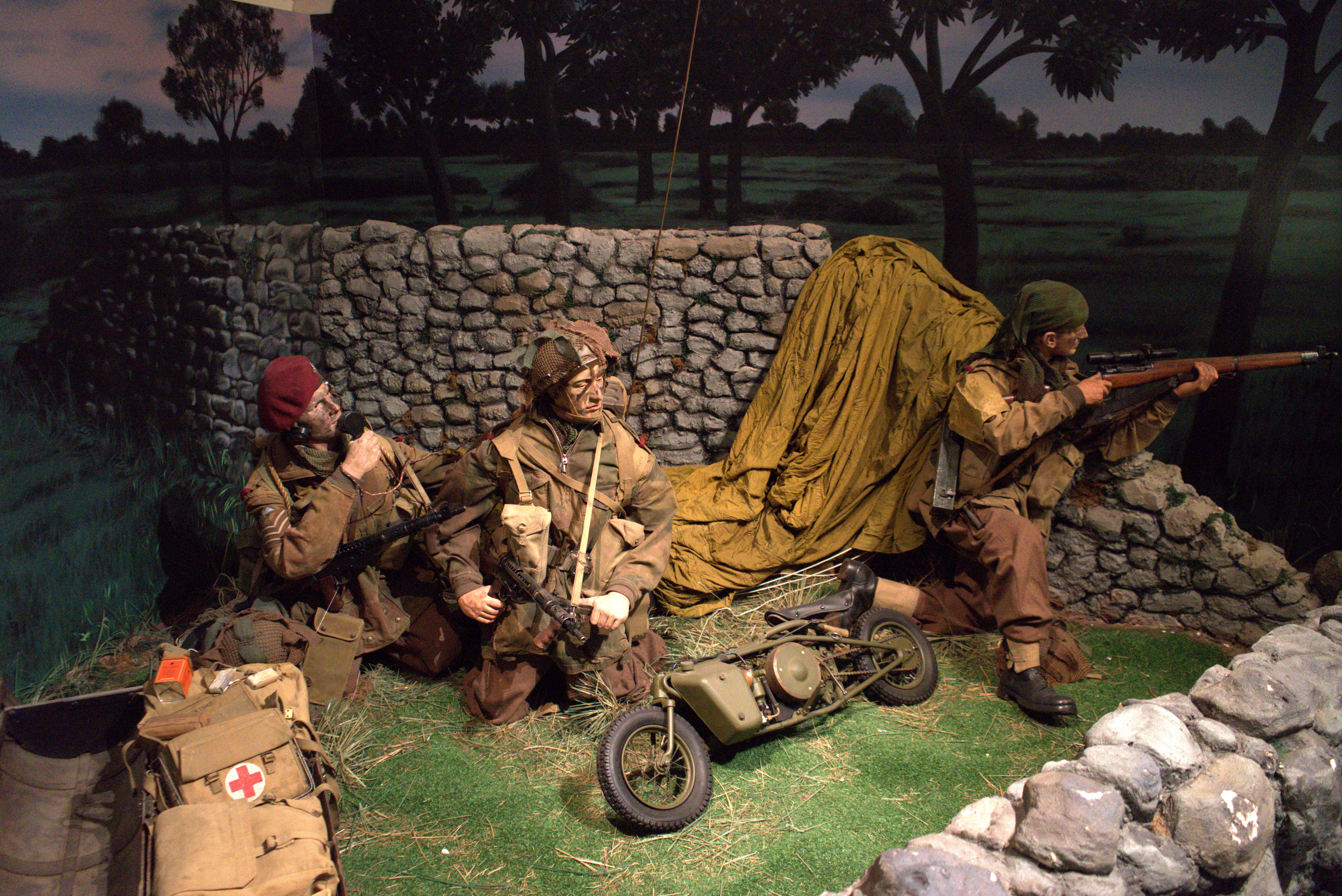
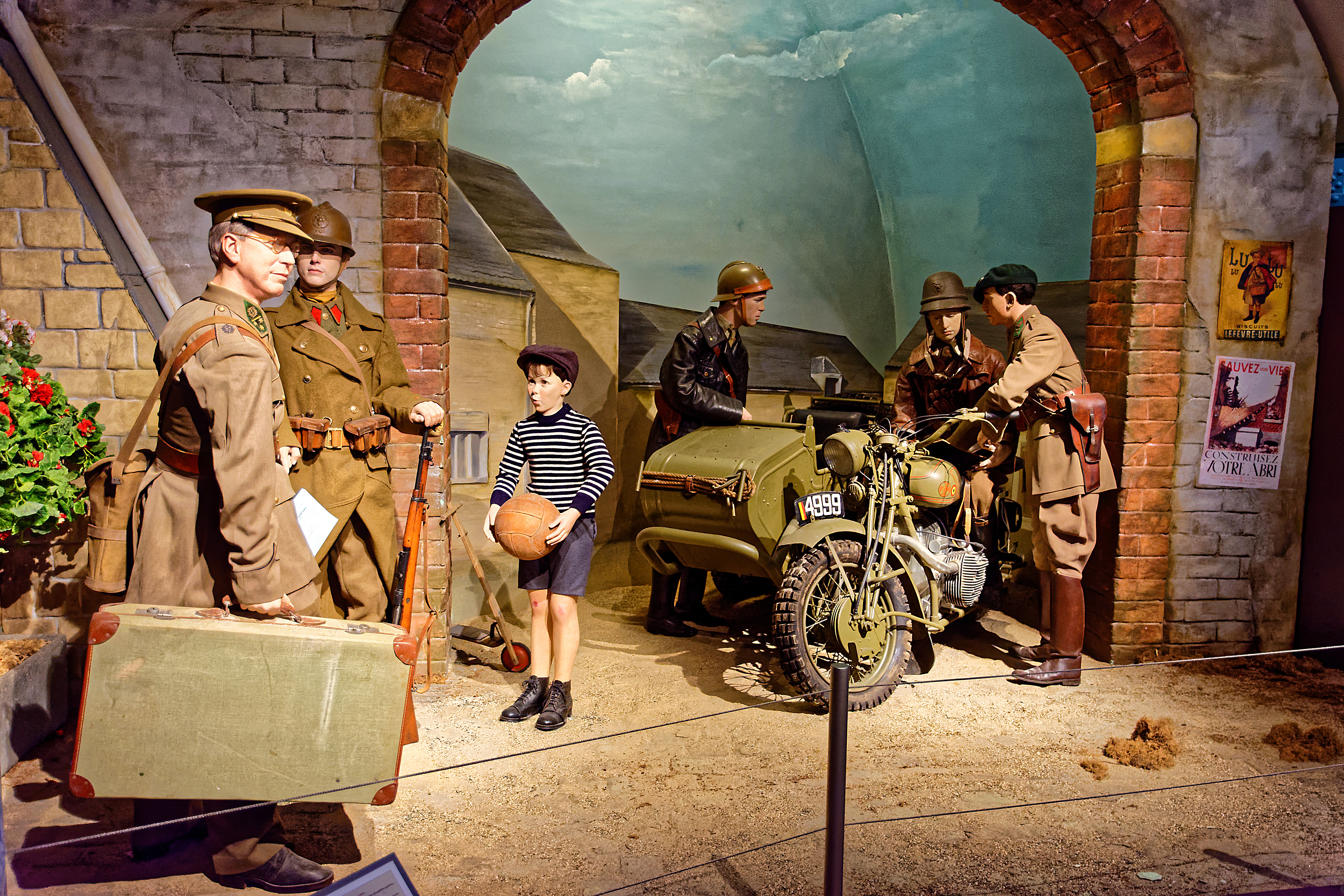
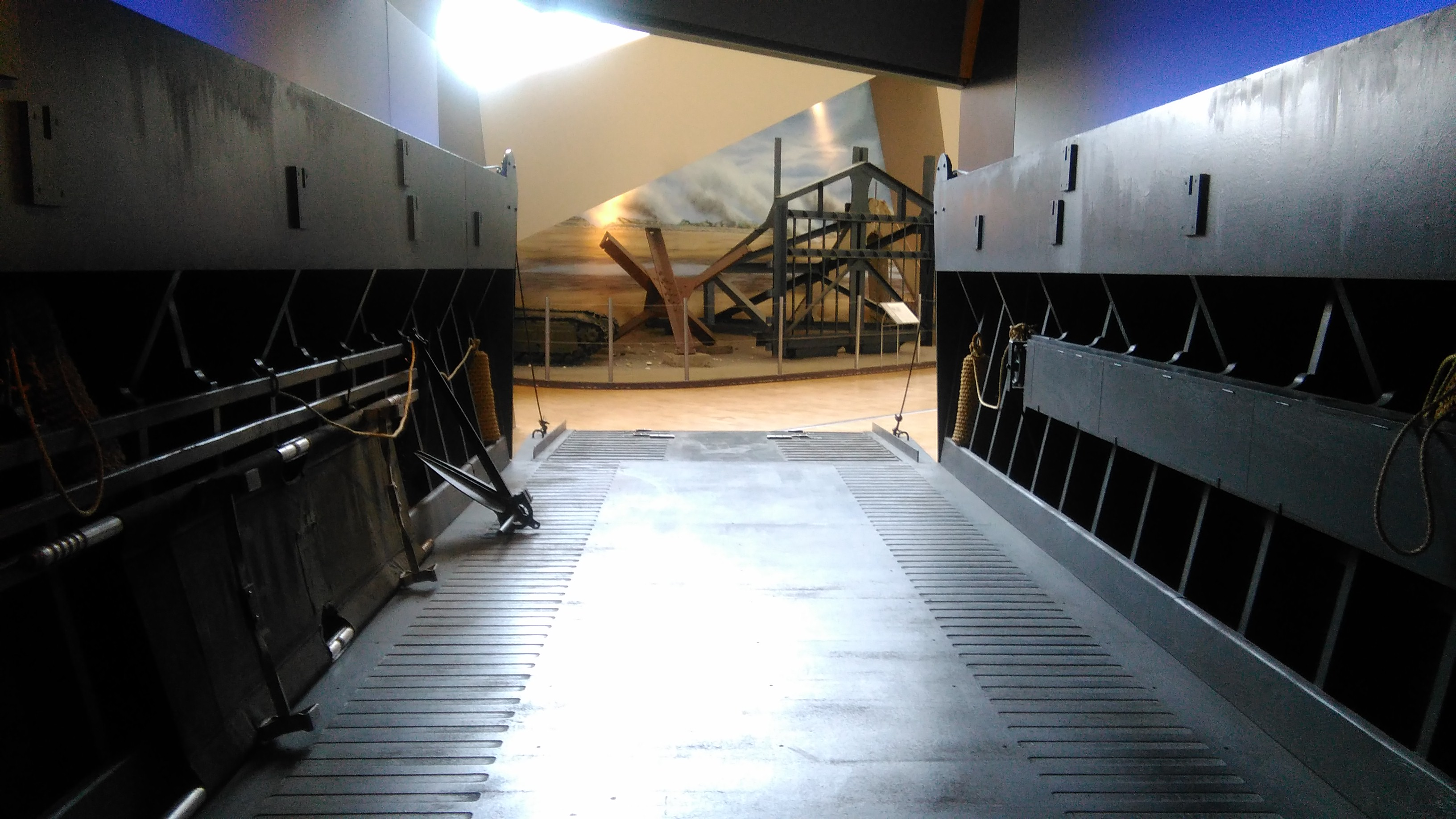

### Sala de aviación
La mayor sala del Museo. Se inicia con los globos aerostáticos del siglo XVIII, muestra piezas de los dirigibles Zeppelin, de los inicios de la aviación a motor, de la I Guerra Mundial, de la II Guerra Mundial, aviones del Bloque del Este, siglo XX, de transporte y civiles. 
Contiene una muestra del desarrollo de las líneas aéreas comerciales belgas y aviones caseros.

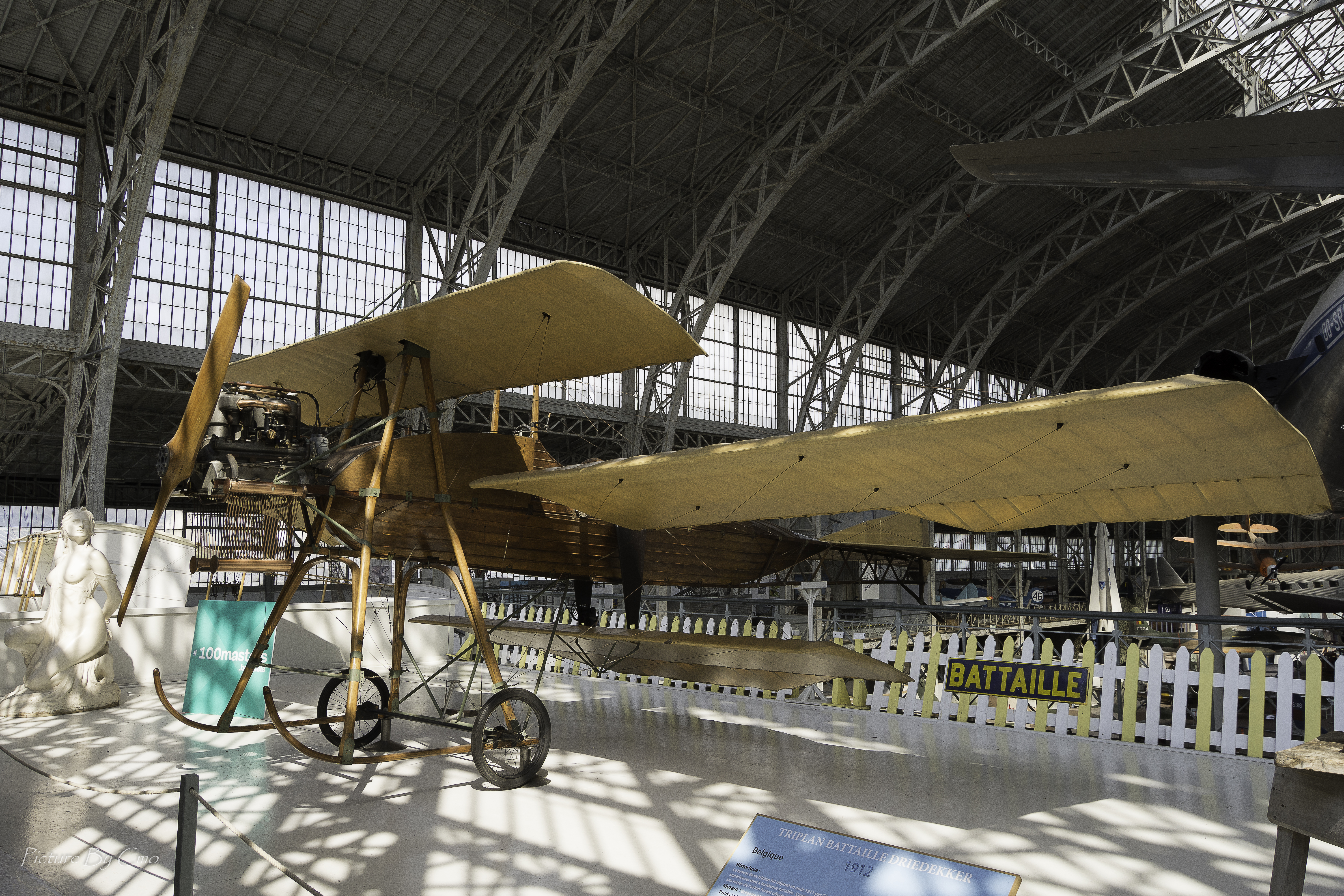
Triplano Battaille
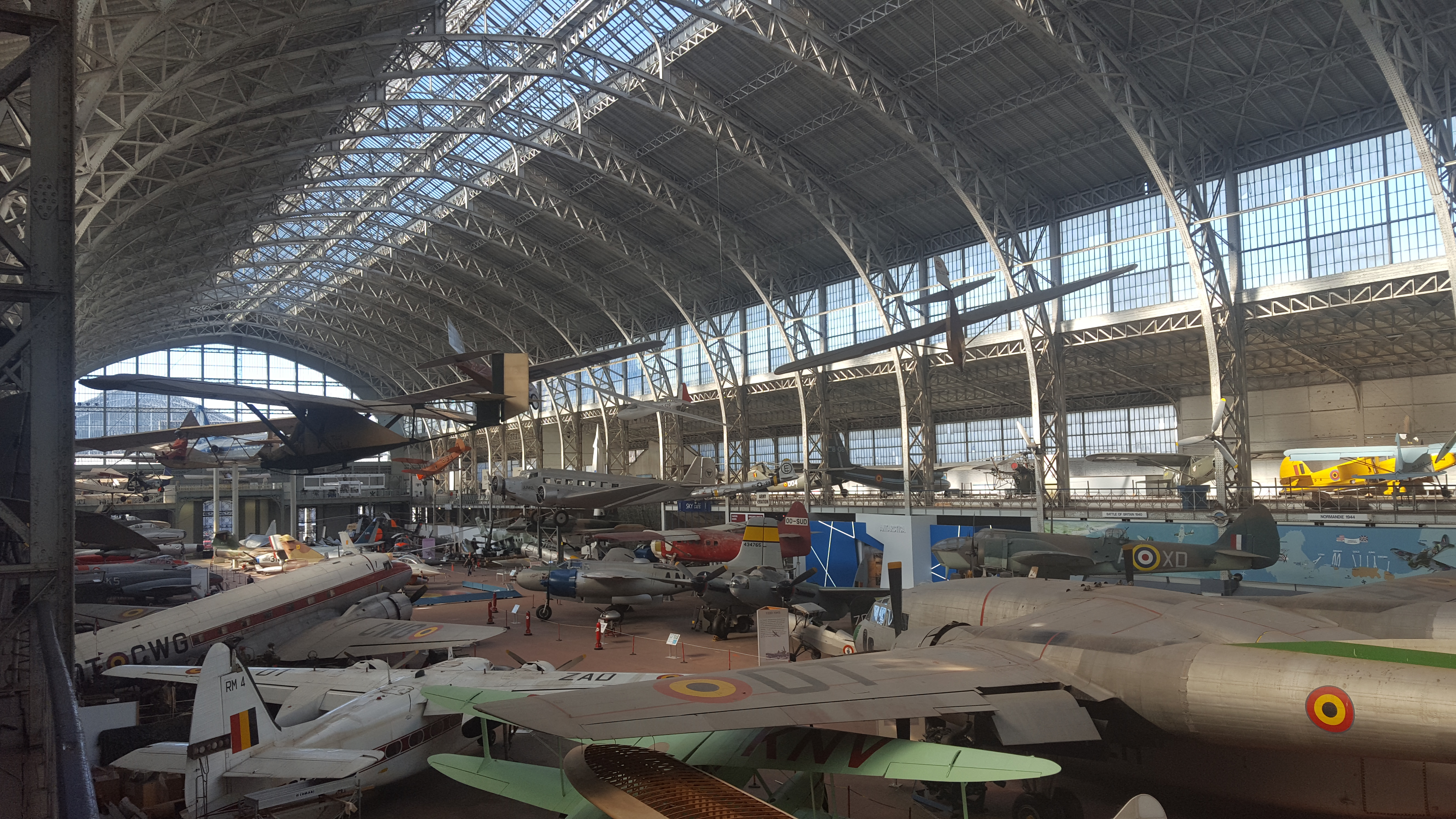
Vista general de la sala
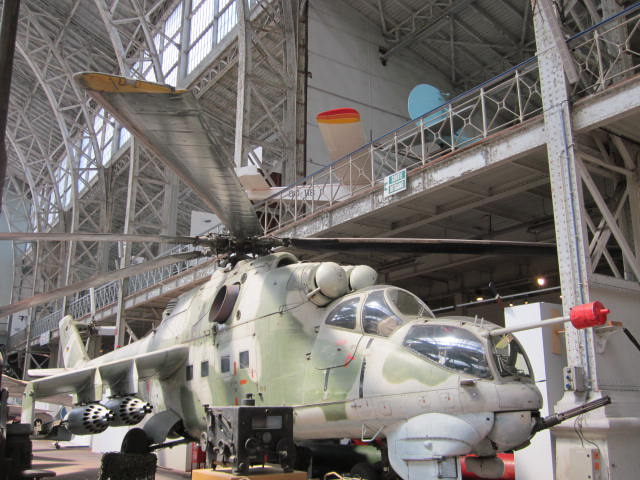
Helicóptero soviético Mil Mi-24 procedente de la RFA
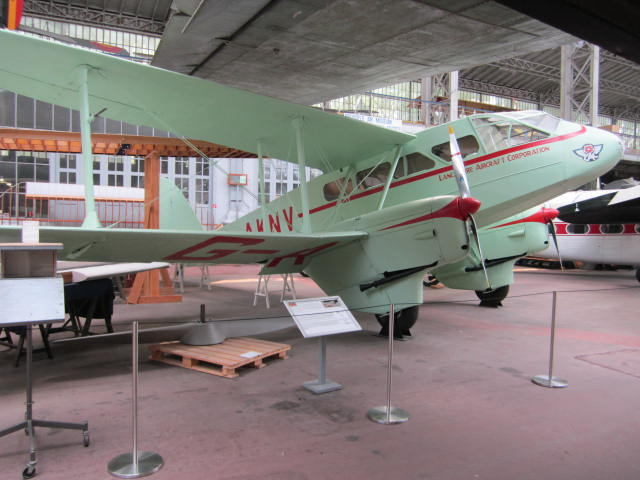
De Havilland D.H.89 Dragon Rapide
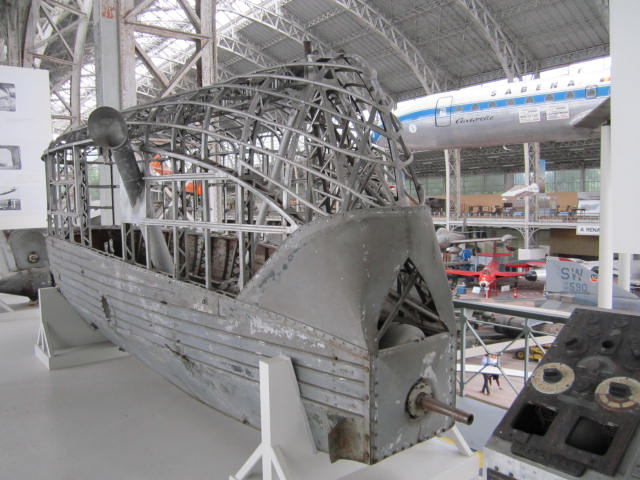
Barcaza motores de un dirigible Zeppelin derribado
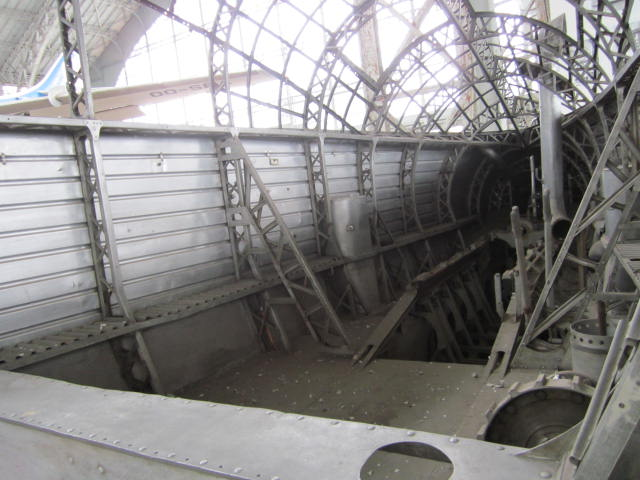
Interior de la barcaza

### Sala de la Marina
Dedicada a la Armada belga desde su creación en el año 1831, dispone de una sección dedicada a la exploración de la Antártida. En uno de los patios se exponen varios barcos de la Armada belga, entre ellos el yate usado por la reina Fabiola de Mora y Aragón y el rey Balduino de Bélgica

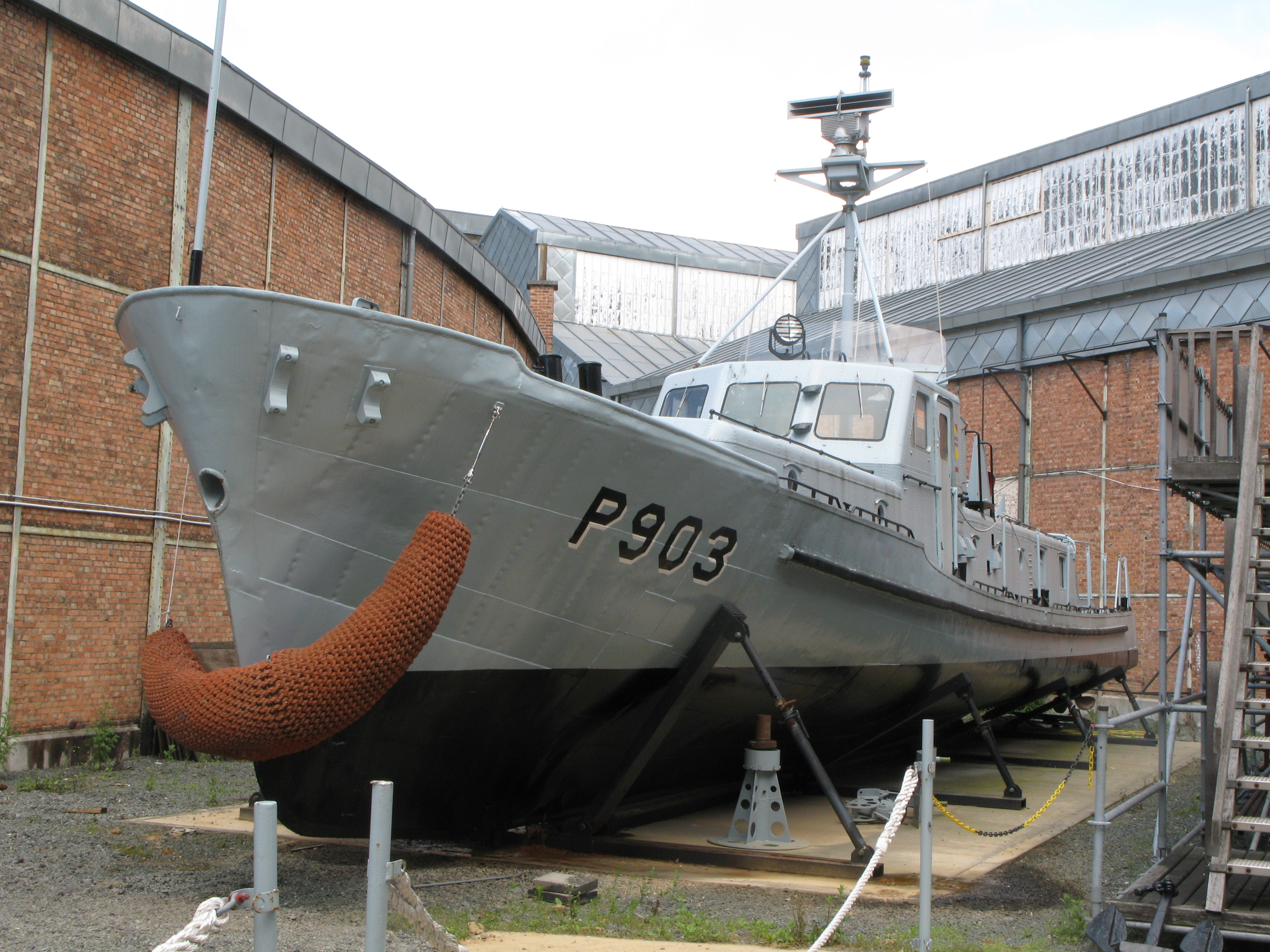
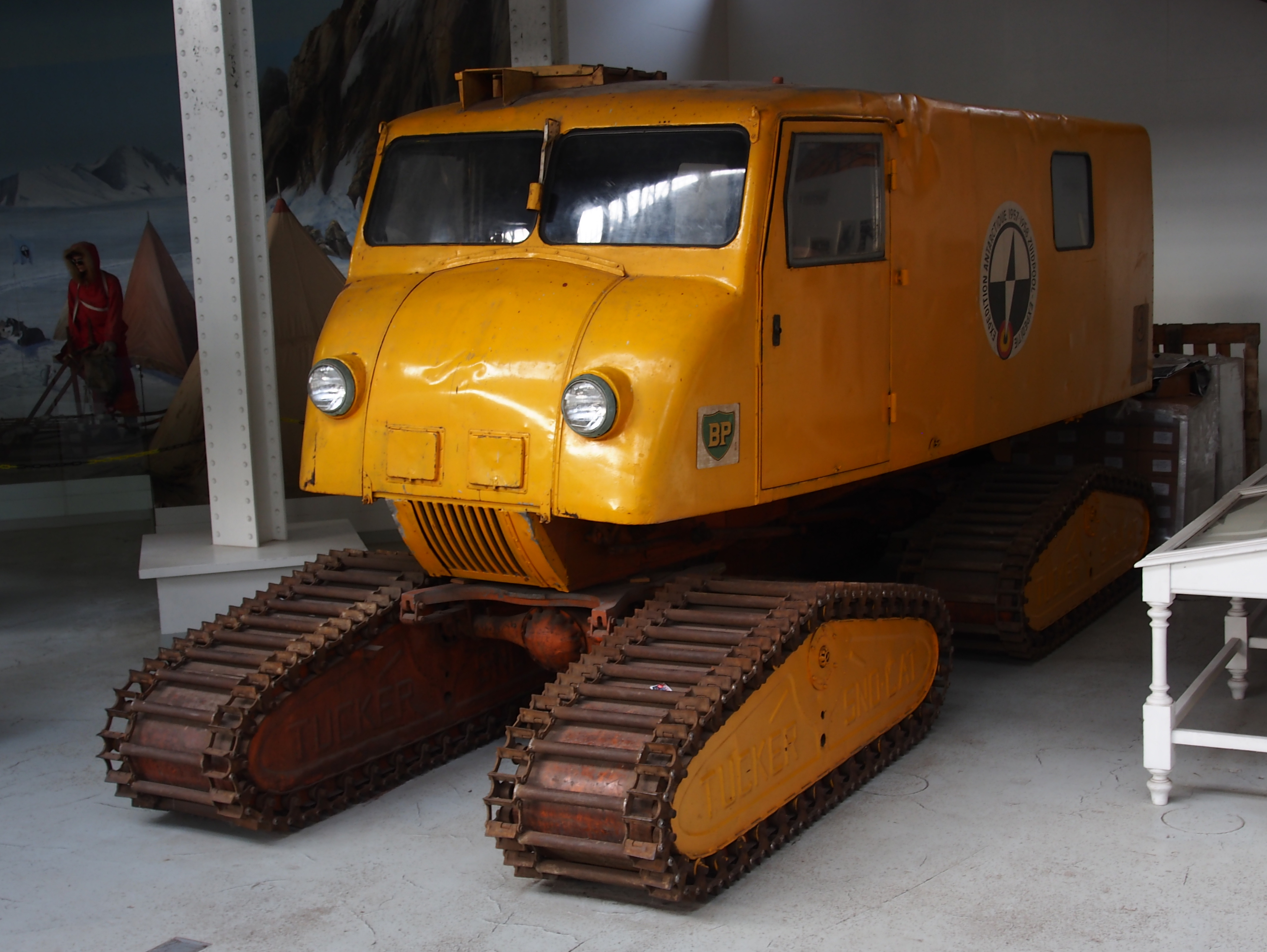

### Patio de vehículos blindados
Varios de los vehículos blindados que tiene el Museo se encuentran en salas dedicadas a la I y II Guerra Mundial. En este patio al aire libre se muestra, entre otros, un M24 Chaffee, un M41 Walker Bulldog, etc., con varios modelos de Leopard 1. Uno de ellos está equipado con equipo para vadeo profundo.

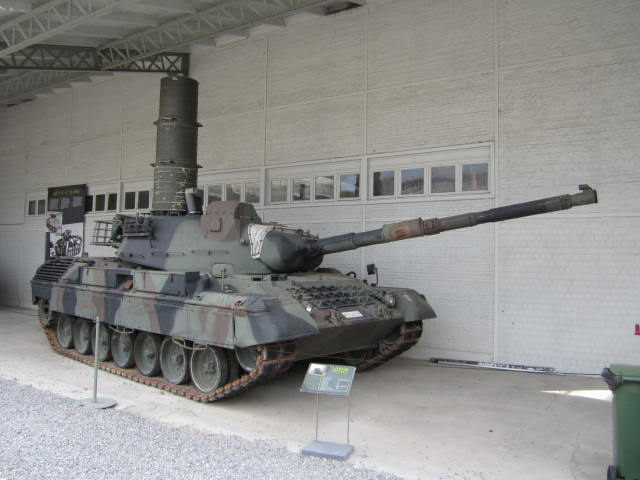
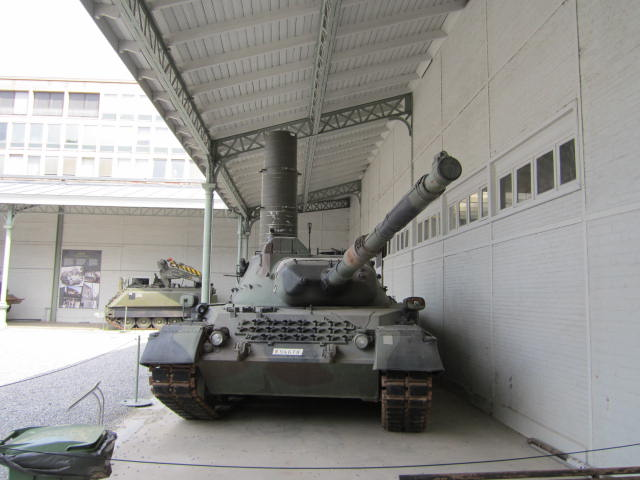

## Personas con movilidad reducida
El Museo no dispone de muchas facilidades de acceso para personas con movilidad reducida, empezando por la propia entrada que solo tiene escalones. Una vez dentro, pueden recorrer la mayor parte de las instalaciones, pero varias salas están comunicadas solo por escalones. Al igual que en las salas de las guerras napoleónicas y en el primer piso de la sala de aviación.